# Seznam prezidentů Slovinska

Vlajka slovinského prezidenta
Poměr stran: 1:1

Seznam prezidentů Slovinska - funkce Prezidenta Republiky Slovinsko byla ustavena 23. prosince 1991, kdy na první výročí referenda o vyhlášení nezávislosti na Jugoslávii přijal slovinský parlament novou ústavu.
|   | Jméno                   | Trvání funkce                       | Poznámka                                                        | Reference   |
| - | ----------------------- | ----------------------------------- | --------------------------------------------------------------- | ----------- |
| 1 | Milan Kučan             | 23. prosinec 1991 6. prosinec 1992  | Dokončení funkčního období předsedy republikového Předsednictva | [ 1 ] [ 2 ] |
| 1 | Milan Kučan             | 6. prosinec 1992 23. listopad 1997  | 1. mandát                                                       | [ 1 ] [ 2 ] |
| 1 | Milan Kučan             | 23. listopad 1997 22. prosinec 2002 | 2. mandát                                                       | [ 1 ] [ 2 ] |
| 2 | Janez Drnovšek          | 22. prosinec 2002 23. prosinec 2007 | 1. mandát                                                       | [ 3 ]       |
| 3 | Danilo Türk             | 23. prosinec 2007 22. prosinec 2012 | 1. mandát                                                       | [ 4 ]       |
| 4 | Borut Pahor             | 23. prosince 2012 22. prosinec 2017 | 1. mandát                                                       |             |
| 4 | Borut Pahor             | 23. prosince 2017 22. prosinec 2022 | 2. mandát                                                       |             |
| 5 | Nataša Pircová Musarová | 23. prosinec 2022                   | 1. mandát                                                       |             |